# 紅美恵子
紅 美恵子（、1943年2月20日 - ）は、東京都出身の元女優。本名は佐久間 三恵子（さくま みえこ）。

## 人物
中学卒業後の1959年、東宝と契約を結び、同年『顔役と爆弾娘』の端役で映画デビュー。
以後、『大学の若大将』など青春喜劇やサラリーマン映画に庶民的な役柄で出演する。日本一シリーズなど、女子社員役が多い。
女優活動はあまり長くは続かず、1966年のワールド・プロモーションが製作した映画『われらの友情』を最後に引退した。

## 出演作

### 映画
- 侍とお姐ちゃん（1960年） - ルミ 役
- 新・三等重役 旅と女と酒の巻（1960年） - 辻倉百合子 役
- 夜の流れ（1960年）
- 大空の野郎ども（1960年） - 杏子の友達 役
- 若い狼（1961年） - ズベ公 役
- 特急にっぽん（1961年） - セツ子 役
- 大学の若大将（1961年） - ホステス 役
- アワモリ君シリーズ
  - アワモリ君売出す（1961年） - 富子 役
  - アワモリ君乾杯!（1961年） - 富子 役
- B・G物語 二十才の設計（1961年） - B・G
- 妖星ゴラス（1962年） - ミス土星[1]
- キングコング対ゴジラ（1962年） - パシフィック製薬計算機係 役[1][2]
- 箱根山 (1962年)
- 社長シリーズ
  - 社長洋行記（1962年） - 田中きち 役
  - 続・社長洋行記（1962年） - 女中・きち 役
  - 社長外遊記（1963年） - 女中・君子 役
- 青べか物語（1962年） - おきんちゃん 役
- 喜劇 とんかつ一代（1963年） - 下谷の芸者 役
- 日本一シリーズ
  - 日本一の色男（1963年） - ローズ化粧品営業部員 役
  - 日本一のホラ吹き男（1964年） - 事務員 役
- 江分利満氏の優雅な生活（1963年） - 看護婦 役
- 女の歴史（1963年）
- やぶにらみニッポン（1963年） - 女中 役
- 乱れる（1964年）
- 君も出世ができる（1964年）
- われらの友情（1966年） - 道子 役

### テレビ
- おとなたち（1962年） - 妙子